# شيطاني (مسلسل)
شيطاني (بالكورية: 마이데몬) هو مسلسل تلفزيوني كوري جنوبي، بطولة سونغ كانغ، كيم يو-جونغ، لي سانغ-يي، عرض على قناة إس بي إس في 24 نوفمبر 2023 إلى 20 يناير 2024، بث أيام الجمعة والسبت الساعة 22:00 (KST).

## القصة
تدور القصة حول دو-هي (كيم يو جونغ)، وريثة عائلة ثرية وهي عدوة الجميع، وجونغ كو وون (سونغ كانغ)، شيطان يفقد قواه بين عشية وضحاها.

## طاقم

### رئيسي
- كيم يو جونغ في دور دو دو-هي.[1]
- سونغ كانغ في دور جونغ كو-وون.[1]
- لي سانغ يي في دور جو سيوك هون.[3]

### فرعي
- كيم هاي سوك في دور جو تشون-سوك

عمة سيوك-هون وهي مؤسسة مجموعة ميراي.
- كيم تاي-هون في دور نوه سيوك-مين

الابن الأول لـ تشيون سوك وهو الرئيس التنفيذي لمجموعة ميراي.
- لي يون جي في دور نوه سو آن

الابنة الثانية لـ تشيون سوك وهي الرئيس التنفيذي لشركة مجموعة ميراي.
- جو يون هي بدور كيم سي را

زوجة سيوك مين وهي المديرة الإدارية لشركة مجموعة ميراي.
- جو هاي جو بدور جين جا يونغ

راقصة متخصصة في الفنون القتالية التقليدية ذات السيف المزدوج.
- كانغ سيونغ هو في دور نوه دو كيونغ

الابن الوحيد لسوك مين وسيرا وهو رئيس شركة ميراي للإلكترونيات.
- سيو جيونغ يون في دور شين ميونغ سيو

سكرتيرة دو-هي.
- هيو جيونغ-دو في دور بارك بوك-جيو.[6]
- هونغ تشيون كي في دور لي هان سيونغ

موظف جديد في فريق العلاقات العامة المستقبلي للأطعمة والمشروبات.

## المشاهدات
| الموسم | الموسم | رقم الحلقة | رقم الحلقة | رقم الحلقة | رقم الحلقة | رقم الحلقة | رقم الحلقة | رقم الحلقة | رقم الحلقة | رقم الحلقة | رقم الحلقة | رقم الحلقة | رقم الحلقة | رقم الحلقة | رقم الحلقة | رقم الحلقة | رقم الحلقة | المتوسط |
| الموسم | الموسم | 1          | 2          | 3          | 4          | 5          | 6          | 7          | 8          | 9          | 10         | 11         | 12         | 13         | 14         | 15         | 16         | المتوسط |
| ------ | ------ | ---------- | ---------- | ---------- | ---------- | ---------- | ---------- | ---------- | ---------- | ---------- | ---------- | ---------- | ---------- | ---------- | ---------- | ---------- | ---------- | ------- |
|        | 1      | 803        | 657        | 829        | 738        | 667        | 833        | 845        | 878        | غ/م        | غ/م        | 788        | غ/م        | 752        | 753        | 711        | 727        | N/A     |

| الحلقات | تاريخ البث      | تقييمات (نيلسن كوريا) | تقييمات (نيلسن كوريا) |
| الحلقات | تاريخ البث      | على الصعيد الوطني     | سول                   |
| ------- | --------------- | --------------------- | --------------------- |
| 1       | 24 نوفمبر 2023  | 4.5%                  | 5.1%                  |
| 2       | 25 نوفمبر 2023  | 3.4%                  | 3.4%                  |
| 3       | 1 ديسمبر 2023   | 4.2%                  | 4.4%                  |
| 4       | 2 ديسمبر 2023   | 4.0%                  | 4.0%                  |
| 5       | 8 ديسمبر، 2023  | 3.4%                  | 3.6%                  |
| 6       | 9 ديسمبر 2023   | 4.7%                  | 5.1%                  |
| 7       | 15 ديسمبر، 2023 | 4.5%                  | 5.2%                  |
| 8       | 16 ديسمبر، 2023 | 4.7%                  | 5.0%                  |
| 9       | 22 ديسمبر 2023  | 4.2%                  | 4.7%                  |
| 10      | 23 ديسمبر، 2023 | 3.8%                  | 4.3%                  |
| 11      | 5 يناير 2024    | 3.7%                  | 3.9%                  |
| 12      | 6 يناير 2024    | 2.9%                  | N/A                   |
| 13      | 13 يناير 2024   | 3.6%                  | 3.7%                  |
| 14      | 14 يناير 2024   | 3.4%                  | 3.7%                  |
| 15      | 19 يناير 2024   | 3.7%                  | 4.0%                  |
| 16      | 20 يناير 2023   | 3.5%                  | 3.7%                  |
| متوسط   | متوسط           | 3.9%                  | _                     |

## الانتاج
المسلسل من كتابة تشوي اه ايل من اعمالها سيد ملكة (2021)، ومن إنتاج قسم الدراما إس بي إس بتعاون مع الاستوديو التابع بنغ وركز.

### تصوير
تمت القراءة الأولى للسيناريو في 12 أبريل 2023.

## روابط خارجية
- الموقع الرسمي
 (بالكورية)
- شيطاني على موقع IMDb (الإنجليزية)
- شيطاني على موقع نتفليكس (الإنجليزية)
- شيطاني على موقع فيلمافينيتي (الإسبانية)
- شيطاني على موقع قاعدة بيانات الفيلم (الإنجليزية)
- شيطاني على هانسينما